# Famille de Nattes
La famille de Nattes est une famille subsistante de la noblesse française, originaire du Rouergue. El'e a été illustrée par Bérenger et Pierre Béranger de Nattes.

## Histoire
Elle est originaire du Rouergue où elle a été anoblie en 1369 par lettres patentes du roi Charles V. 
Au Moyen Âge, elle est l'une des principales familles de Rodez avec les Rességuier, les Boissière, les Vigouroux, les Laparra et quelques autres. 
Elle a formé dans le Rouergue de nombreux rameaux qui sont considérés comme éteints.
La famille de Nattes s'est illustrée dans le consulat de la ville de Rodez. Lors de l'invasion du Rouergue par les Anglais au XIVe siècle, l'un de ses membres (conjointement avec un membre d'une autre famille de Rodez, les Rességuier) mobilise les ruthénois contre l'envahisseur, mais ceci est contesté. Il sera anobli par le roi de France Charles V en récompense de son action écrit Hippolyte de Barrau.

## Personnalités
- Bérenger de Nattes (1325-1393), premier consul de Rodez, anobli par le roi Charles V en 1369.
- Pierre Béranger de Nattes (1764-1849), conseiller général de l'Aude après le 18 brumaire an VII, élu député de l'Aude le 6 germinal an X.
- Ferdinand de Nattes (1795-1881), conseiller municipal de Montpellier et nommé directeur à vie du Musée Fabre le 1er avril 1837.

## Alliances
Les principales alliances de la famille de Nattes sont : de Laparra, de Bénavent, de Rames (1471), de Blanchefort (1573), de Cancéris (1587), de Fontanges (1601), de Rességuier (1630), de Senneterre (1670), de Fargues (1702), de Julien de Pégueyroles (1712), de Beaumevieille (1712), d'Hortet de Tessan (1755), de Gayon (1759), de Montvalat d'Ussel (1803), etc.

## Armes
Cette famille porte : De gueules (d'azur), à trois nattes d'or mises en fasces ou De gueules, à trois nattes d'or, traversées par une épée d'argent, garnies d'or.